# باول هاوسر
باول هاوسر (بالألمانية: Paul Hausser) (و. 1880 – 1972 م) هو ضابط، وعسكري ألماني، ولد في براندنبورغ آن در هافل، كان عضوًا في الحزب النازي، وكان عضوًا في شوتزشتافل، وكتيبة العاصفة، ويحمل رتبة عسكرية إس إس-أوبيرست-جروبن فوهرر، وغنرال أوبرست، توفي في لودفيغسبورغ، عن عمر يناهز 92 عاماً.

## الخدمة العسكرية
خدم في فافن إس إس.

## فترة ما بعد الحرب

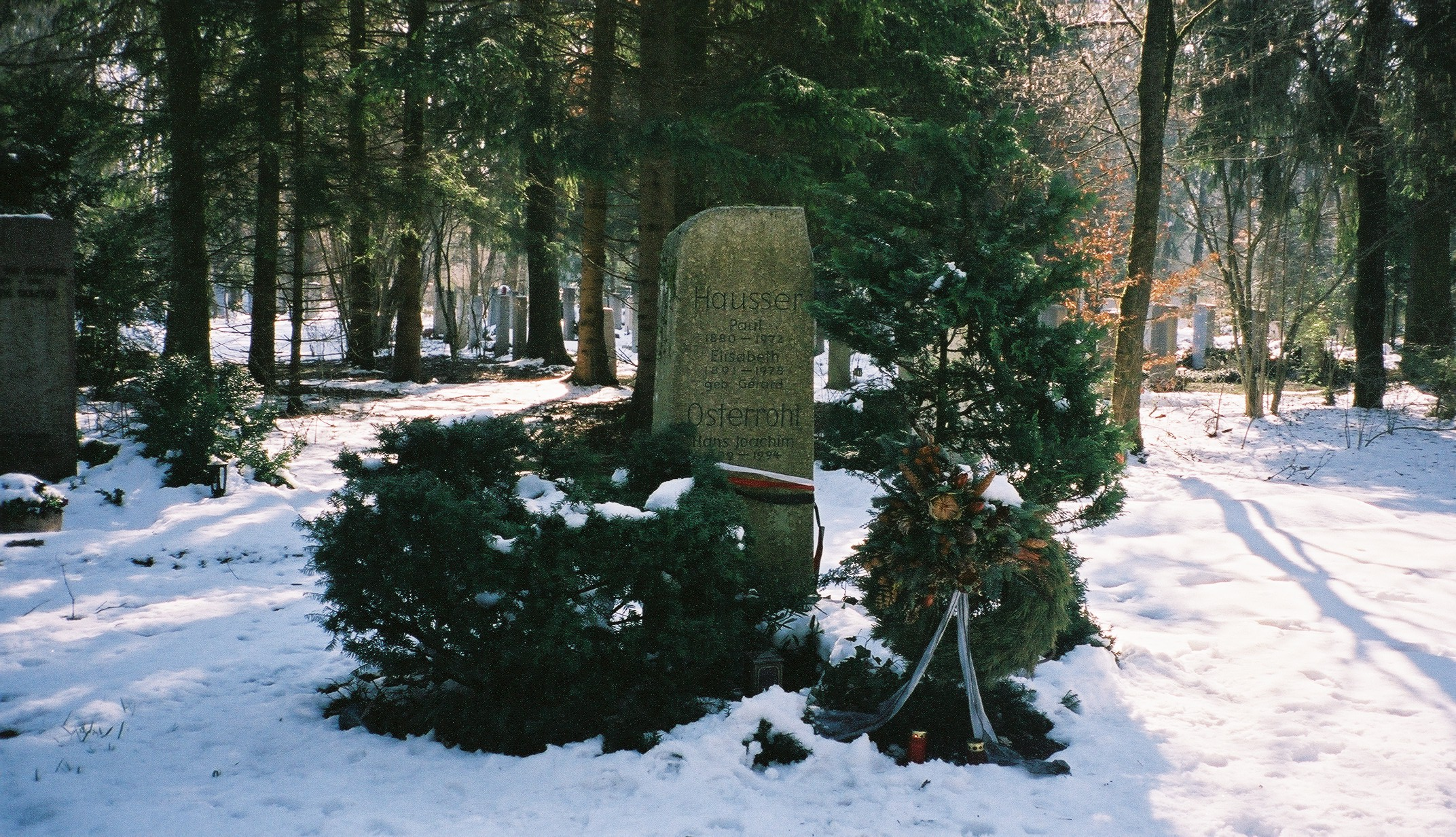
قبر الجنرال أوبرست دير وافن إس إس بول "بابا" هاوسر

في مايو 1945، سلم نفسه في زيل أم سي للقوات الأمريكية، ومر بعد ذلك عبر عدة معسكرات، مثل معسكر الاعتقال داخاو، ليتم نقله في نهاية المطاف كقائد عام لقوات الأس أس ووحدات الأس أس المسلحة إلى معسكر اعتقال للنازيين الثقيلين بناءً على مبدأ "الاعتقال التلقائي". تم إطلاق سراحه من السجن في عام 1949. لم تُرفع أي تهم ضده على الرغم من رتبته العالية في الأس أس. يُعتقد أن هذا يعود إلى عمله المؤقت في معسكر أوبيرورسل لقسم التاريخ التشغيلي الألماني في القسم التاريخي، حيث عمل ضباط ألمان كبار تحت إشراف رئيس أركان الجيش فرانز هالدر على دراسات لتاريخ العمليات الألمانية في الحرب العالمية الثانية. كان الهدف في ظل الصراع البارد هو استخدام تجارب الجبهة الشرقية الألمانية لحل المشاكل التشغيلية في حرب محتملة ضد الاتحاد السوفيتي.
في محاكمات نورمبرغ عام 1946، كان هاوسر "الشاهد الدفاعي الأهم للوحدات المسلحة للأس أس" (ميتشم). بذل جهدًا كبيرًا ليصور وحدات الأس أس المسلحة كقوة غير سياسية، مثل الجيش. أنكر أهمية مرسوم القائد الصادر في 17 أغسطس 1938، والذي فصل بين قوات الأس أس العامة ووحدات الأس أس المسلحة ووحدات رأس الموت ضد الشرطة والجيش. وفقًا لهاوسر، لم يكن لهذا المرسوم "أي أهمية أساسية". في الواقع، كان قد صرح في مؤتمر لقادة الأس أس في برلين في يناير 1939 بشأن المرسوم بأن "وحدات الأس أس المسلحة هي وستظل جزءًا من قوات الأس أس. إنها تجسد الوحدة بين الجنود السياسيين المجربين وحاملي السلاح داخل الحزب". على الرغم من أنه كان يعلم جيدًا أن هناك عددًا كبيرًا من عمليات النقل بين وحدات رأس الموت ووحدات الأس أس المسلحة والعكس، وأن حراس معسكرات الاعتقال، بما في ذلك معسكرات الإبادة، قد تم نقلهم بشكل منهجي إلى وحدات الأس أس المسلحة، فقد ادعى أن الوحدتين لم يكن لهما علاقة ببعضهما البعض.
وفقًا للمخابرات البريطانية، اتصل هاوسر بـ "الأخوية" التي تأسست في عام 1949، وهي جمعية من النازيين القدامى بقيادة القائد السابق كارل كاوفمان، التي كانت تسعى لاختراق جمهورية ألمانيا الفيدرالية الشابة.
منذ عام 1951، كان هاوسر مع أوتو كوم وهربرت أوتو جيل من منظمي جمعية المساعدة المتبادلة للجنود السابقين في وحدات الأس أس المسلحة (HIAG). كان هدف هذه المنظمة، التي قُيمت من قبل هيئة حماية الدستور بأنها متأثرة بالنازية وتم مراقبتها، هو عكس التعريف القانوني والسياسي لوحدات الأس أس المسلحة كـ "منظمة إجرامية" من قبل المحكمة العسكرية الدولية في نورمبرغ وتصويرها كـ "تشكيل عسكري طبيعي". لهذا الغرض، كتب هاوسر مذكرة دفاع ذات طابع سيري نُشرت بأسماء مختلفة وبنسخ كبيرة في دور نشر يمينية متطرفة. تم إدراج كتاب هاوسر "وحدات الأس أس المسلحة في العمل" من قبل مكتب المراجعة الفيدرالي للمنشورات الضارة بالشباب في عام 1960.
منذ نشوء HIAG، قام هاوسر بعمل مكثف لصالح قدامى وحدات الأس أس المسلحة. برر تشكيل HIAG في بيان عام، وألقى خطبًا في تجمعات الجنود، وحافظ على اتصالات مع السياسيين، مثل لقاءه برئيس البوندستاغ يوجين جيرستنماير في يناير 1957. في عام 1958، عمل على مذكرة لتحقيق حقوق للجنود السابقين في وحدات الأس أس المسلحة بموجب المادة 131 من الدستور، التي مُنحت لجنود الجيش في عام 1951. وفقًا للمؤرخ هيرمان فايس، كان توصيف هاوسر "المخفف جزئيًا" لوحدات الأس أس المسلحة كـ "الجزء الرابع من الجيش" مساهماً في أن البوندستاغ الألماني أصدر قرارًا مشابهًا في عام 1961.
داخل HIAG، ناضل هاوسر لعدم تشكيل منظمة مركزية مستقلة، بل تنظيم أنفسهم مع الجنود السابقين في الجيش الألماني في اتحاد الجنود الألمان (VdS)، حيث كان عضوًا في هيئته الرئاسية. كانت الخلفية هي الخوف من أن تُحظر منظمة مستقلة كمنظمة خلف لوحدات الأس أس المسلحة، وادعاءات قدامى الجنود في وحدات الأس أس المسلحة بأنهم كانوا "جنودًا مثل الآخرين". لم يتمكن هاوسر من فرض هذا الموقف داخل HIAG. يُشار إلى دور هاوسر البارز داخل HIAG بأنه "القائد الروحي". في يناير 1958، بناءً على تدخل هاوسر، تم انتخاب صديقه أوتو فايدنجر كمتحدث باسم HIAG.
حتى وفاته، كان هاوسر مستعدًا دائمًا للدفاع "دون تردد عن أي فرد من أفراد وحدات الأس أس المسلحة السابقة". وبهذا، كان "على علم تام" بحماية العديد من الأفراد المتورطين في الجرائم من تلك الوحدات. حضر الآلاف من أفراد الأس أس السابقين جنازة هاوسر في مقبرة الغابة في ميونيخ عام 1972. ألقى القائد السابق لوحدات الأس أس أوتو كوم خطاب التأبين.

## جوائز
حصل على جوائز منها:
- وسام ألبرت الملكي الساكسوني [الإنجليزية]‏
- شارة الحزب الذهبية
- وسام فريدريش
- Knight's Cross of the Iron Cross with Oak Leaves and Swords  [لغات أخرى]‏.

## روابط خارجية
- باول هاوسر على موقع الموسوعة البريطانية (الإنجليزية)
- باول هاوسر على موقع مونزينجر (الألمانية)